# 櫻花狂熱夜 / 有些天真! 豬突猛進 / 嘿! Kobushi魂
《櫻花狂熱夜 / 有些天真! 豬突猛進 / 嘿! Kobushi魂》（桜ナイトフィーバー / チョット愚直に! 猪突猛進 / 押忍! こぶし魂）是日本女子偶像組合Kobushi Factory的第2张單曲，於2016年2月17日由zetima發售。

## 概要
- 《櫻花狂熱夜 / 有些天真! 豬突猛進 / 嘿! Kobushi魂》是Kobushi Factory第二張3A單曲。
- A面曲《櫻花狂熱夜》是Kobushi Factory第2首翻唱歌曲，原唱者為KAN。
- 此單曲有6個版本，分別有初回生產限定盤A、B、C和通常盤A、B、C。「初回生產限定盤A」收錄了《櫻花狂熱夜》的PV；「初回生產限定盤B」收錄了《有些天真! 豬突猛進》的PV；「初回生產限定盤C」收錄了《嘿! Kobushi魂》的PV。
- 2月29日於Oricon公信榜單曲週榜取得第1名，成為Kobushi Factory出道以來第1張公信榜每周銷量排名第一的單曲。

## 收錄内容

### CD
1. 櫻花狂熱夜
（作詞、作曲：KAN / 編曲：ダンス☆マン）
2. 有些天真! 豬突猛進
（作詞、作曲：前山田健一 / 編曲：鈴木俊介）
3. 嘿! Kobushi魂
（作詞、作曲：星部ショウ / 編曲：平田祥一郎）
4. 櫻花狂熱夜（Instrumental）
5. 有些天真! 豬突猛進（Instrumental）
6. 嘿! Kobushi魂（Instrumental）

### DVD

#### 初回生產限定盤A
1. 櫻花狂熱夜 (Fever Ver.)（MV）

#### 初回生產限定盤B
1. 有些天真! 豬突猛進（MV）

#### 初回生產限定盤C
1. 嘿! Kobushi魂（MV）

## 外部連結
- Kobushi Factory官方網站 （页面存档备份，存于）（日語）
- YouTube上的《櫻花狂熱夜》PV
- YouTube上的《有些天真! 豬突猛進》PV
- YouTube上的《嘿! Kobushi魂》PV